# Bernard Premsela
Bernard Premsela (Amsterdam, 28 september 1889 – Auschwitz, 1 september 1944) was een Nederlands arts.

## Achtergrond
Benedictus Premsela werd geboren binnen het gezin van diamantsnijder Benjamin Premsela (Amsterdam, 1861 – Bergen-Belsen, 1944) en Sara Italiaander (Amsterdam, 1862 – Amsterdam, 1941). Zijn broer Meijer Jacob Premsela (Amsterdam 1891 – Oranienburg, 1945) trad voor korte tijd in de voetsporen van zijn vader.
Bernard Premsela was verloofd (1912), ondertrouwd (1913) en getrouwd met Rosalie de Boers (Amsterdam, 9 december 1888 – Auschwitz, 6 oktober 1944). Zij kregen drie kinderen:
- een dochter Elly Premsela (Assendelft, 29 oktober 1914- Auschwitz, 11 februari 1944), huwde journalist Max Wessel
- een zoon Robert Premsela (Assendelft, 31 december 1915 – Amsterdam, 8 april 2007)
- een zoon, de latere kunstenaar Benno Premsela (Amsterdam, 1920 – Amsterdam, 1997)

Tijdens de Tweede Wereldoorlog werd de familie Premsela als Joodse familie op de verboden lijst gezet. Het echtpaar dook onder, maar door verraad werden Benjamin en Rosalie in april 1943 gearresteerd. Vervolgens werden ze op transport gezet naar Theresienstadt en van daar uit naar Auschwitz gedeporteerd en daar omgebracht. Dochter Elly werd even later ook samen met haar man opgepakt in Zaandam, gedeporteerd naar en omgebracht in Auschwitz.

## Arts
Benedictus Premsela begon rond 1913 zijn huisartsenpraktijk in Assendelft. In 1918 verhuisde hij (terug) naar Amsterdam. Nadat hij daar enige jaren zijn praktijk had, ging hij werken in het Dr. Aletta Jacobshuis aan de Stadhouderskade 146. Hij was namelijk geïnteresseerd in de seksuele ontwikkelingen van de crisisjaren. In genoemd huis konden vrouwen en werklozen raad vragen omtrent geboortebeperking en huwelijksproblemen. Er werden geen abortussen verricht, men gaf alleen advies. Het consultatiebureau werd populairder dan verwacht. Men verwachtte het eerste jaar 600 "patiënten" maar men kreeg er 3000. In 1934 haalde het bureau de tweede kamer toen minister Henri Marchant werd gevraagd of het allemaal wel in de katholieke ogen door de beugel kon. Dat kon, want in 1935 was het bureau nog werkzaam. Saillant detail daarbij was wel, dat indien het Dr. Aletta Jacobshuis gesloten moest worden Marchant tegen zijn voormalige partijgenote Aletta Jacobs in moest gaan. Premsela was ook te horen op de Nederlandse radio met lezingen over seksualiteit. Op 12 november 1933 gaf Premsela een toespraak over het onderwerp "Het moderne standpunt van de kerk inzake de kinderbeperking" voor Vrijdenkersvereniging De Dageraad. In 1938 volgde wederom een aanval. Dit keer was het het blad Volk en Vaderland (weekblad van de Nationaal-Socialistische Beweging), dat Premsela in een hoek zette als ongewenst persoon in de functie van:
- geneesheer
- voorzitter van den Medische Raad van de Neo-Malthusiaanse Bond
- medewerker aan het Volksdagblad (De Tribune), van welk communistisch blad hij de vragenrubriek voerde
- lid van bestuur der Nederlandse Vereniging voor Seksuele Hervorming
- bestuurslid van een van de loges van de Independent Order of Odd Fellows (IOOF)
- spreker voor vrijdenkersvereniging De Dageraad
- spreker voor de Vereniging van vrienden der Sovjet-Unie
- lid van het comité van Waakzaamheid van Anti-Nationaal-Socialistische Intellectuelen
- spreker voor anti-militaristische verenigingen
- spreker voor de VARA over seksuele vraagstukken

In datzelfde jaar richtte hij een fonds op (B. Premsela Fonds) voor het bevorderen van Seksuologie.
Als gevolg van de bezetting door Nazi-Duitsland mocht Premsela als Joodse arts alleen nog Joden behandelen. Deze behoorden niet tot de doelgroep voor geboortebeperking. Hij was op slag werkloos. Hij is aan het werk te zien in een documentaire van Carrie de Swaan over Bernards zoon Benno Premsela.